# Кланац (Трново, Источно Сарајево)
Кланац је насељено мјесто у општини Трново, град Источно Сарајево, Република Српска, БиХ. Према прелиминарним подацима пописа становништва 2013. године, у насељеном мјесту Кланац укупно је пописано 64 лица.

## Становништво
| Националност | 1991. |
| Срби         | 3     |
| Муслимани    | 171   |
| Хрвати       | 0     |
| Југословени  | 0     |
| остали       | 0     |
| Укупно       | 174   |